# 2015-ös Formula–1 olasz nagydíj
Az olasz nagydíj volt a 2015-ös Formula–1 világbajnokság tizenkettedik futama, amelyet 2015. szeptember 4. és szeptember 6. között rendeztek meg az olaszországi Autodromo Nazionale Monzán, Monzában.

## Szabadedzések

### Első szabadedzés
Az olasz nagydíj első szabadedzését szeptember 4-én, pénteken délelőtt tartották.
| helyezés | versenyző        | csapat/motor         | elért idő | különbség | futott kör |
| -------- | ---------------- | -------------------- | --------- | --------- | ---------- |
| 1        | Lewis Hamilton   | Mercedes             | 1:24,670  | −         | 25         |
| 2        | Nico Rosberg     | Mercedes             | 1:25,133  | +0,463    | 22         |
| 3        | Sebastian Vettel | Ferrari              | 1:26,258  | +1,588    | 17         |
| 4        | Nico Hülkenberg  | Force India-Mercedes | 1:26,612  | +1,942    | 19         |
| 5        | Sergio Pérez     | Force India-Mercedes | 1:26,730  | +2,060    | 29         |
| 6        | Kimi Räikkönen   | Ferrari              | 1:26,783  | +2,113    | 16         |
| 7        | Daniel Ricciardo | Red Bull-Renault     | 1:26,922  | +2,252    | 27         |
| 8        | Felipe Massa     | Williams-Mercedes    | 1:26,936  | +2,266    | 22         |
| 9        | Valtteri Bottas  | Williams-Mercedes    | 1:27,075  | +2,405    | 25         |
| 10       | Pastor Maldonado | Lotus-Mercedes       | 1:27,118  | +2,448    | 28         |
| 11       | Felipe Nasr      | Sauber-Ferrari       | 1:27,232  | +2,562    | 21         |
| 12       | Danyiil Kvjat    | Red Bull-Renault     | 1:27,275  | +2,605    | 29         |
| 13       | Marcus Ericsson  | Sauber-Ferrari       | 1:27,454  | +2,784    | 17         |
| 14       | Max Verstappen   | Toro Rosso-Renault   | 1:27,591  | +2,921    | 27         |
| 15       | Jolyon Palmer    | Lotus-Mercedes       | 1:27,669  | +2,999    | 28         |
| 16       | Carlos Sainz Jr. | Toro Rosso-Renault   | 1:27,907  | +3,237    | 8          |
| 17       | Fernando Alonso  | McLaren-Honda        | 1:28,023  | +3,353    | 11         |
| 18       | Jenson Button    | McLaren-Honda        | 1:28,423  | +3,753    | 12         |
| 19       | Will Stevens     | Manor-Ferrari        | 1:29,853  | +5,183    | 22         |
| 20       | Roberto Merhi    | Manor-Ferrari        | 1:29,911  | +5,241    | 12         |

### Második szabadedzés
Az olasz nagydíj második szabadedzését szeptember 4-én, pénteken délután tartották.
| helyezés | versenyző        | csapat/motor         | elért idő | különbség | futott kör |
| -------- | ---------------- | -------------------- | --------- | --------- | ---------- |
| 1        | Lewis Hamilton   | Mercedes             | 1:24,279  | −         | 27         |
| 2        | Nico Rosberg     | Mercedes             | 1:24,300  | +0,021    | 35         |
| 3        | Sebastian Vettel | Ferrari              | 1:25,038  | +0,759    | 35         |
| 4        | Sergio Pérez     | Force India-Mercedes | 1:25,278  | +0,999    | 34         |
| 5        | Nico Hülkenberg  | Force India-Mercedes | 1:25,325  | +1,046    | 43         |
| 6        | Kimi Räikkönen   | Ferrari              | 1:25,380  | +1,101    | 39         |
| 7        | Romain Grosjean  | Lotus-Mercedes       | 1:25,497  | +1,218    | 41         |
| 8        | Pastor Maldonado | Lotus-Mercedes       | 1:25,513  | +1,234    | 41         |
| 9        | Valtteri Bottas  | Williams-Mercedes    | 1:25,647  | +1,368    | 34         |
| 10       | Felipe Massa     | Williams-Mercedes    | 1:25,891  | +1,612    | 31         |
| 11       | Felipe Nasr      | Sauber-Ferrari       | 1:26,114  | +1,835    | 30         |
| 12       | Marcus Ericsson  | Sauber-Ferrari       | 1:26,133  | +1,854    | 32         |
| 13       | Daniel Ricciardo | Red Bull-Renault     | 1:26,222  | +1,943    | 27         |
| 14       | Max Verstappen   | Toro Rosso-Renault   | 1:26,454  | +2,175    | 38         |
| 15       | Carlos Sainz Jr. | Toro Rosso-Renault   | 1:26,641  | +2,362    | 50         |
| 16       | Fernando Alonso  | McLaren-Honda        | 1:26,966  | +2,687    | 31         |
| 17       | Will Stevens     | Manor-Ferrari        | 1:28,201  | +3,922    | 29         |
| 18       | Roberto Merhi    | Manor-Ferrari        | 1:28,439  | +4,160    | 27         |
| 19       | Jenson Button    | McLaren-Honda        | 1:28,471  | +4,192    | 3          |
| 20       | Danyiil Kvjat    | Red Bull-Renault     | 1:28,723  | +4,444    | 28         |

### Harmadik szabadedzés
Az olasz nagydíj harmadik szabadedzését szeptember 5-én, szombaton délelőtt tartották.
| helyezés | versenyző        | csapat/motor         | elért idő | különbség | futott kör |
| -------- | ---------------- | -------------------- | --------- | --------- | ---------- |
| 1        | Lewis Hamilton   | Mercedes             | 1:24,544  | −         | 18         |
| 2        | Sebastian Vettel | Ferrari              | 1:24,808  | +0,264    | 12         |
| 3        | Nico Rosberg     | Mercedes             | 1:24,843  | +0,299    | 19         |
| 4        | Valtteri Bottas  | Williams-Mercedes    | 1:24,946  | +0,402    | 14         |
| 5        | Felipe Massa     | Williams-Mercedes    | 1:25,165  | +0,621    | 14         |
| 6        | Pastor Maldonado | Lotus-Mercedes       | 1:25,242  | +0,698    | 11         |
| 7        | Kimi Räikkönen   | Ferrari              | 1:25,244  | +0,700    | 13         |
| 8        | Sergio Pérez     | Force India-Mercedes | 1:25,515  | +0,971    | 14         |
| 9        | Marcus Ericsson  | Sauber-Ferrari       | 1:25,692  | +1,148    | 17         |
| 10       | Romain Grosjean  | Lotus-Mercedes       | 1:25,747  | +1,203    | 8          |
| 11       | Felipe Nasr      | Sauber-Ferrari       | 1:25,912  | +1,368    | 17         |
| 12       | Nico Hülkenberg  | Force India-Mercedes | 1:26,141  | +1,597    | 13         |
| 13       | Fernando Alonso  | McLaren-Honda        | 1:26,632  | +2,088    | 9          |
| 14       | Jenson Button    | McLaren-Honda        | 1:26,750  | +2,206    | 14         |
| 15       | Will Stevens     | Manor-Ferrari        | 1:28,123  | +3,579    | 13         |
| 16       | Max Verstappen   | Toro Rosso-Renault   | 1:28,215  | +3,671    | 25         |
| 17       | Danyiil Kvjat    | Red Bull-Renault     | 1:28,591  | +4,047    | 10         |
| 18       | Carlos Sainz Jr. | Toro Rosso-Renault   | 1:28,628  | +4,084    | 23         |
| 19       | Roberto Merhi    | Manor-Ferrari        | 1:29,117  | +4,573    | 11         |
| 20       | Daniel Ricciardo | Red Bull-Renault     | 1:29,900  | +5,356    | 7          |

## Időmérő edzés
Az olasz nagydíj időmérő edzését szeptember 5-én, szombaton futották.
| helyezés              | rajtszám | versenyző        | csapat/motor         | 1. rész    | 2. rész    | 3. rész  | rajthely | futott kör |
| --------------------- | -------- | ---------------- | -------------------- | ---------- | ---------- | -------- | -------- | ---------- |
| 1                     | 44       | Lewis Hamilton   | Mercedes             | 1:24,251   | 1:23,383   | 1:23,397 | 1        | 15         |
| 2                     | 7        | Kimi Räikkönen   | Ferrari              | 1:24,662   | 1:23,757   | 1:23,631 | 2        | 17         |
| 3                     | 5        | Sebastian Vettel | Ferrari              | 1:24,989   | 1:23,577   | 1:23,685 | 3        | 20         |
| 4                     | 6        | Nico Rosberg     | Mercedes             | 1:24,609   | 1:23,864   | 1:23,703 | 4        | 19         |
| 5                     | 19       | Felipe Massa     | Williams-Mercedes    | 1:25,184   | 1:23,983   | 1:23,940 | 5        | 19         |
| 6                     | 77       | Valtteri Bottas  | Williams-Mercedes    | 1:24,979   | 1:24,313   | 1:24,127 | 6        | 17         |
| 7                     | 11       | Sergio Pérez     | Force India-Mercedes | 1:24,801   | 1:24,379   | 1:24,626 | 7        | 19         |
| 8                     | 8        | Romain Grosjean  | Lotus-Mercedes       | 1:25,144   | 1:24,448   | 1:25,054 | 8        | 19         |
| 9                     | 27       | Nico Hülkenberg  | Force India-Mercedes | 1:24,937   | 1:24,510   | 1:25,317 | 9        | 18         |
| 10                    | 9        | Marcus Ericsson  | Sauber-Ferrari       | 1:25,122   | 1:24,457   | 1:26,214 | 12[1]    | 20         |
| 11                    | 13       | Pastor Maldonado | Lotus-Mercedes       | 1:25,429   | 1:24,525   |          | 10       | 16         |
| 12                    | 12       | Felipe Nasr      | Sauber-Ferrari       | 1:25,121   | 1:24,898   |          | 11       | 15         |
| 13                    | 55       | Carlos Sainz Jr. | Toro Rosso-Renault   | 1:25,410   | 1:25,618   |          | 17[2]    | 10         |
| 14                    | 26       | Danyiil Kvjat    | Red Bull-Renault     | 1:25,742   | 1:25,796   |          | 18[3]    | 11         |
| 15                    | 3        | Daniel Ricciardo | Red Bull-Renault     | 1:25,633   | idő nélkül |          | 19[4]    | 3          |
| 16                    | 22       | Jenson Button    | McLaren-Honda        | 1:26,058   |            |          | 15[5]    | 7          |
| 17                    | 14       | Fernando Alonso  | McLaren-Honda        | 1:26,154   |            |          | 16[6]    | 7          |
| 18                    | 28       | Will Stevens     | Manor-Ferrari        | 1:27,731   |            |          | 13       | 9          |
| 19                    | 98       | Roberto Merhi    | Manor-Ferrari        | 1:27,912   |            |          | 14       | 9          |
| NK                    | 33       | Max Verstappen   | Toro Rosso-Renault   | idő nélkül |            |          | 20[7]    | 1          |
| 107%-os idő: 1:30,148 |          |                  |                      |            |            |          |          |            |

Megjegyzés:
- ↑ 1:  — Marcus Ericsson 3 rajthelyes büntetést kapott Nico Hülkenberg feltartásáért az időmérő edzésen.[3]
- ↑ 2:  — Carlos Sainz Jr. összesen 35 helyes rajtbüntetést kapott, miután a hatodik erőforrást, valamint az ötödik turbófeltöltőt, MGU-H-t és MGU-K-t kellett beszereli az autójába.[4]
- ↑ 3:  — Danyiil Kvjat összesen 35 rajthelyes büntetést kapott, miután a hetedik motort és a hatodik turbófeltöltőt, valamint új sebességváltót szereltek be az autójába.[5]
- ↑ 4:  — Daniel Ricciardo összesen 50 rajthelyes büntetést kapott, miután a hetedik erőforrást, valamint a hatodik turbófeltöltőt, MGU-H-t és MGU-K-t kellett beszerelni az autójába.[6]
- ↑ 5:  — Jenson Button 5 rajthelyes büntetést kapott a 9. erőforrás beszereléséért a szezon folyamán (5-tel kevesebbet mint Alonso, mert nem kellett 9. turbót beszerelni).[7]
- ↑ 6:  — Fernando Alonso 10 rajthelyes büntetést kapott a 9. erőforrás beszereléséért a szezon folyamán.[8]
- ↑ 7:  — Max Verstappen összesen 30 rajthelyes büntetést kapott, miután a hetedik erőforrást, valamint az ötödik turbófeltöltőt és MGU-K-t kellett beszerelni az autójába. Verstappen az utolsó rajtpozícióból indult, miután a kvalifikáción nem tudott mért kört futni, és csak sportvezetői engedéllyel állhatott rajthoz, valamint egy boxutca áthajtásos büntetést is kapott.[9] A nagydíjra összesítve rekordszámú, 168 helyes rajtbüntetést osztottak ki a sportbírók összesen 7 pilótára.[10][11]

## Futam
Az olasz nagydíj futama szeptember 6-án, vasárnap rajtolt.
| helyezés | rajtszám | versenyző        | csapat/motor         | futott kör | idő/kiesés oka   | rajthely | pont |
| -------- | -------- | ---------------- | -------------------- | ---------- | ---------------- | -------- | ---- |
| 1        | 44       | Lewis Hamilton   | Mercedes             | 53         | 1:18:00,688      | 1        | 25   |
| 2        | 5        | Sebastian Vettel | Ferrari              | 53         | +25,042          | 3        | 18   |
| 3        | 19       | Felipe Massa     | Williams-Mercedes    | 53         | +47,635          | 5        | 15   |
| 4        | 77       | Valtteri Bottas  | Williams-Mercedes    | 53         | +47,996          | 6        | 12   |
| 5        | 7        | Kimi Räikkönen   | Ferrari              | 53         | +1:08,860        | 2        | 10   |
| 6        | 11       | Sergio Pérez     | Force India-Mercedes | 53         | +1:12,783        | 7        | 8    |
| 7        | 27       | Nico Hülkenberg  | Force India-Mercedes | 52         | +1 kör           | 9        | 6    |
| 8        | 3        | Daniel Ricciardo | Red Bull-Renault     | 52         | +1 kör           | 19       | 4    |
| 9        | 9        | Marcus Ericsson  | Sauber-Ferrari       | 52         | +1 kör           | 12       | 2    |
| 10       | 26       | Danyiil Kvjat    | Red Bull-Renault     | 52         | +1 kör           | 18       | 1    |
| 11       | 55       | Carlos Sainz Jr. | Toro Rosso-Renault   | 52         | +1 kör           | 17       |      |
| 12       | 33       | Max Verstappen   | Toro Rosso-Renault   | 52         | +1 kör           | 20       |      |
| 13       | 12       | Felipe Nasr      | Sauber-Ferrari       | 52         | +1 kör           | 11       |      |
| 14       | 22       | Jenson Button    | McLaren-Honda        | 52         | +1 kör           | 15       |      |
| 15       | 28       | Will Stevens     | Manor-Ferrari        | 51         | +2 kör           | 13       |      |
| 16       | 98       | Roberto Merhi    | Manor-Ferrari        | 51         | +2 kör           | 14       |      |
| 17[1]    | 6        | Nico Rosberg     | Mercedes             | 50         | erőforrás        | 4        |      |
| 18[1]    | 14       | Fernando Alonso  | McLaren-Honda        | 47         | elektronika      | 16       |      |
| ki       | 8        | Romain Grosjean  | Lotus-Mercedes       | 1          | baleseti sérülés | 8        |      |
| ki       | 13       | Pastor Maldonado | Lotus-Mercedes       | 1          | baleseti sérülés | 10       |      |

Megjegyzés:
- ↑ 1:  — Nico Rosberg és Fernando Alonso nem fejezték be a futamot, de helyezésüket értékelték, mivel teljesítették a versenytáv több mint 90%-át.

## A világbajnokság állása a verseny után
| H   | Versenyzők       | Pont | H   | Konstruktőrök        | Pont |
| --- | ---------------- | ---- | --- | -------------------- | ---- |
| 1.  | Lewis Hamilton   | 252  | 1.  | Mercedes             | 451  |
| 2.  | Nico Rosberg     | 199  | 2.  | Ferrari              | 270  |
| 3.  | Sebastian Vettel | 178  | 3.  | Williams-Mercedes    | 188  |
| 4.  | Felipe Massa     | 97   | 4.  | Red Bull-Renault     | 113  |
| 5.  | Kimi Räikkönen   | 92   | 5.  | Force India-Mercedes | 63   |
| 6.  | Valtteri Bottas  | 91   | 6.  | Lotus-Mercedes       | 50   |
| 7.  | Danyiil Kvjat    | 58   | 7.  | Toro Rosso-Renault   | 35   |
| 8.  | Daniel Ricciardo | 55   | 8.  | Sauber-Ferrari       | 25   |
| 9.  | Romain Grosjean  | 38   | 9.  | McLaren-Honda        | 17   |
| 10. | Sergio Pérez     | 33   | 10. | Manor-Ferrari        | 0    |

(A teljes táblázat)

## Statisztikák
- A 65. Formula–1 olasz nagydíj.[12]
- Vezető helyen:
  - Lewis Hamilton: 53 kör (1-53)
- Lewis Hamilton 40. győzelme, 49. pole-pozíciója és 25. leggyorsabb köre, ezzel pedig 9. mesterhármasa, valamint 2. Grand Cheleme.
- A Mercedes 39. győzelme.
- Lewis Hamilton 81., Sebastian Vettel 74., Felipe Massa 41. dobogós helyezése.
- Rekordszámú, összesen 168 helyes rajtbüntetés a futamra összesen öt pilótának.